# Nujno Nowe
Nujno Nowe (ukr. Нуйно-Нове, ros. Нуйно Новое) – przystanek kolejowy w miejscowości Nujno, w rejonie koszyrskim, w obwodzie wołyńskim, na Ukrainie.
Przystanek istniał przed II wojną światową.